# آدولف بورچارد
آدولف بورچارد (انگلیسی: Adolphe Borchard؛ ۳۰ ژوئن ۱۸۸۲ – ۱۳ دسامبر ۱۹۶۷) آهنگساز، نوازنده پیانو اهل فرانسه بود.
از فیلم‌ها یا برنامه‌های تلویزیونی که وی در آن نقش داشته‌است می‌توان به اعترافات یک متقلب اشاره کرد.
وی همچنین برندهٔ جوایزی همچون لژیون دونور (افسر) و لژیون دونور (شوالیه) شده‌است.